# Saison 2007 de l'équipe cycliste Unibet.com
L'Équipe cycliste Unibet.com intégrait en 2007 le ProTour. Elle ne resta qu'une saison dans ce circuit rassemblant l'élite du cyclisme mondial. Elle fut la moins bonne équipe du classement Pro tour.

## Effectif
| Cycliste             | Date de naissance | Nationalité | Équipe 2006           |
| -------------------- | ----------------- | ----------- | --------------------- |
| Matteo Carrara       | 27-03-1979        | Italie      | Lampre-Fondital       |
| Jimmy Casper         | 28-05-1978        | France      | Cofidis               |
| Baden Cooke          | 12-10-1978        | Australie   | Unibet.com            |
| Arnaud Coyot         | 06-10-1980        | France      | Cofidis               |
| Markus Eichler       | 18-02-1982        | Allemagne   | Regiostrom-Sengens    |
| Gorik Gardeyn        | 17-03-1980        | Belgique    | Unibet.com            |
| Michał Gołaś         | 29-07-1984        | Pologne     |                       |
| Jeremy Hunt          | 12-03-1974        | Royaume-Uni | Unibet.com            |
| Pieter Jacobs        | 06-06-1986        | Belgique    | Unibet.com            |
| Alexander Khatuntsev | 11-02-1985        | Russie      |                       |
| Sergey Kolesnikov    | 10-03-1986        | Russie      |                       |
| Gustav Larsson       | 20-09-1980        | Suède       | La Française des jeux |
| Jonas Ljungblad      | 15-01-1979        | Suède       | Unibet.com            |
| Luis Pasamontes      | 02-10-1979        | Espagne     | Unibet.com            |
| Víctor Hugo Peña     | 10-07-1974        | Colombie    | Phonak                |
| José Rujano          | 10-02-1982        | Venezuela   | Quick Step-Innergetic |
| Matthé Pronk         | 01-07-1974        | Pays-Bas    | Unibet.com            |
| Niels Scheuneman     | 21-12-1983        | Pays-Bas    |                       |
| Gil Suray            | 29-08-1984        | Belgique    |                       |
| Laurens ten Dam      | 13-11-1980        | Pays-Bas    | Unibet.com            |
| Erwin Thijs          | 06-08-1970        | Belgique    | Unibet.com            |
| Rigoberto Urán       | 26-01-1987        | Venezuela   |                       |
| Stijn Vandenbergh    | 25-04-1984        | Belgique    |                       |
| Troels Vinther       | 24-02-1987        | Danemark    |                       |
| Matthew Wilson       | 01-10-1977        | Australie   | Unibet.com            |
| Marco Zanotti        | 21-01-1974        | Italie      | Unibet.com            |

## Victoires
| Date       | Course                                                    | Pays      | Classe | Vainqueur       |
| ---------- | --------------------------------------------------------- | --------- | ------ | --------------- |
| 06/02/2007 | Grand Prix d'ouverture La Marseillaise                    | France    | 1.1    | Jeremy Hunt     |
| 08/02/2007 | 2e étape de l'Étoile de Bessèges                          | France    | 2.1    | Baden Cooke     |
| 18/02/2007 | 3e étape du Tour Down Under                               | Australie | 2.HC   | Baden Cooke     |
| 07/03/2007 | Le Samyn                                                  | Belgique  | 1.1    | Jimmy Casper    |
| 09/03/2007 | 1re étape des Trois Jours de Flandre-Occidentale          | Belgique  | 2.1    | Jimmy Casper    |
| 11/03/2007 | Classement général des Trois Jours de Flandre-Occidentale | Belgique  | 2.1    | Jimmy Casper    |
| 07/04/2007 | Championnat du Venezuela du contre-la-montre              | Venezuela | CN     | José Rujano     |
| 31/05/2007 | 2e étape du Tour de Belgique                              | Belgique  | 2.1    | Gorik Gardeyn   |
| 21/06/2007 | 8e étape du Tour de Suisse                                | Suisse    | PT     | Rigoberto Urán  |
| 28/06/2007 | Championnat de Suède du contre-la-montre                  | Suède     | CN     | Gustav Larsson  |
| 28/07/2007 | 1re étape du Tour de Wallonie                             | Belgique  | 2.HC   | Luis Pasamontes |
| 21/09/2007 | Championnat des Flandres                                  | Belgique  | 1.1    | Baden Cooke     |

## Classements UCI ProTour

### Individuel
Classement au ProTour 2007 des coureurs de l'équipe Unibet.com.
| Rang | Coureur         | Points |
| ---- | --------------- | ------ |
| 57   | Gustav Larsson  | 41     |
| 77   | Matteo Carrara  | 30     |
| 95   | Laurens ten Dam | 15     |
| 120  | Rigoberto Urán  | 8      |
| 139  | Baden Cooke     | 7      |

### Équipe
L'équipe Unibet.com a terminé à la 20e et dernière place avec 127 points.